# Schröter-effektus
A Schröter-effektus az a jelenség, amikor a Vénusz megfigyelt és kiszámított fázisa nem esik egy időbe. Különösen feltűnő, ha a Vénusz negyedfázisban van, amikor a Nap által megvilágított világos és a sötét oldalt elválasztó terminátor vonala a Földről nézve egyenesnek látszik.
Keleti elongáció esetén, amikor a bolygó az éjszakai égbolton látszik, a jelenség egy vagy két nappal korábban következik be, mint ahogy elméletileg kellene. Nyugati elongáció esetén, amikor a bolygó napfelkelte előtt látható, a jelenség egy vagy két nappal később következik be az elméletileg megjósolt dátumnál.
A jelenséget Johann Schröterről nevezték el, aki 1793-ban elsőként leírta.
A jelenségre egyelőre nincs tudományos magyarázat.